# Ardmore (Alabama)
Ardmore – miasto w Stanach Zjednoczonych, w stanie Alabama, w hrabstwie Limestone. W roku 2023 miasto zamieszkiwało 1421 osób, a gęstość zaludnienia wynosiła 268,1 osoby/km².